# Dreikirchen

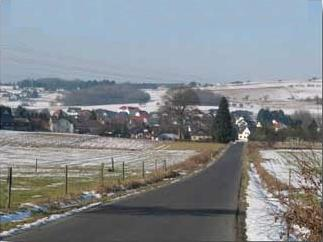
Gesamtansicht Dreikirchen, von Hundsangen kommend als Winteridylle

Dreikirchen ist eine Ortsgemeinde im Westerwaldkreis in Rheinland-Pfalz. Sie gehört der Verbandsgemeinde Wallmerod an.

## Geographie
Dreikirchen liegt in der zum Westerwald gehörenden Montabaurer Senke. Die Gemeinde gliedert sich in die Ortsteile Oberhausen mit dem Hof Bornshahn und Pütschbach mit dem Haus Wolf.

## Geschichte
Die heutige Ortsgemeinde Dreikirchen ist am 7. Juni 1969 aus den vorher selbständigen und aufgelösten Gemeinden Oberhausen (damals 226 Einwohner) und Pütschbach (485 Einwohner) neu gebildet worden. Der neue Ortsname „Dreikirchen“ wurde durch Beschluss der beiden ehemaligen Gemeinderäte gefunden. Grundlage hierfür waren die im Ortskern von Pütschbach gelegene, im Jahre 1292 erstmals urkundlich erwähnte Wehrkirche, die Kapelle in Oberhausen und die 1957 erbaute neue Pfarrkirche beider Orte.
Die Vorgängerorte wurden um das Jahr 1290 erstmals erwähnt. Beide gehörten kirchlich und als Verwaltungseinheit zum Kirchspiel Hundsangen. Pütschbach besaß spätestens 1448 eine Kirche. 1925 wurde die dortige Kirche St. Antonius und Barbara zur Pfarrvikarie erhöht und die Kirche St. Joseph in Oberhausen ihr zugeordnet.
Bevölkerungsentwicklung
Die Entwicklung der Einwohnerzahl bezogen auf das heutige Gebiet der Gemeinde Dreikirchen, die Werte von 1871 bis 1987 beruhen auf Volkszählungen:
| Jahr | Einwohner |
| ---- | --------- |
| 1815 | 253       |
| 1835 | 356       |
| 1871 | 413       |
| 1905 | 495       |
| 1939 | 570       |
| 1950 | 637       |
| 1961 | 670       |

| Jahr | Einwohner |
| ---- | --------- |
| 1970 | 741       |
| 1987 | 783       |
| 1997 | 926       |
| 2005 | 1.023     |
| 2011 | 1.034     |
| 2017 | 1.037     |
| 2023 | 1.036     |

## Politik

### Bürgermeister
Volker Hannappel wurde 2014 Ortsbürgermeister von Dreikirchen. Bei der Direktwahl am 26. Mai 2019 wurde er mit einem Stimmenanteil von 78,85 % für weitere fünf Jahre in seinem Amt bestätigt. Er wurde im Juni 2024 wiedergewählt.
Hannappels Vorgänger waren Rainer Zimmermann (Ortsbürgermeister 2004–2014) und Ansgar Ortseifen (1992–2004).

### Wappen
| Wappen von Dreikirchen | Blasonierung: „Spätgotischer Rundschild dreigeteilt durch silberne Wellenlinien. In Rot drei silbern/schwarz stilisierte Kirchtürme, vorne in Grün silberner Eichenzweig mit zwei Eicheln, hinten in Blau vier silberne, schwarz stilisierte Basaltsäulen.“ |
| Wappen von Dreikirchen | Wappenbegründung: Das Wappen der Ortsgemeinde Dreikirchen symbolisiert wesentliche traditionelle Merkmale der beiden früheren selbständigen Ortsgemeinden Oberhausen und Pütschbach und deren Verschmelzung zu der neuen Ortsgemeinde Dreikirchen im April 1969. Die silbernen Wellenlinien stellen den Häuserbach in der Gemarkung Oberhausen und den früheren Bachlauf in der Gemarkung Pütschbach dar, welche symbolhaft zusammenfließen und im Blick auf das gemeinsam geschaffene Dreikirchen eine neue Einheit bilden. Oberhausen und Pütschbach gehörten bis 1564 zum Herrschaftsgebiet der nassauischen Grafen. Hiernach kam das heutige Ortsgebiet an das Kurfürstentum Trier und gehörte im 19. Jahrhundert zum Herzogtum Nassau und danach in Preußen zur Provinz Hessen-Nassau. Dokumentiert wird dies durch jeweils eine von deren Wappenfarben, nämlich Blau für die überwiegend nassauische territoriale Zugehörigkeit und Rot für die kurtrierische Zeit. Hier findet sich der neue Ortsname wieder in den silbern/weiß stilisierten Türmen der drei Kirchen der Ortsgemeinde. Der mittlere dominierende Turm verweist auf die alte Wehrkirche aus dem 12. Jahrhundert, der linke Turm stellt den Bezug zur Kapelle in der Gemarkung Oberhausen dar, während der rechte Turm wiederum verbindendes Element beider ehemaligen Gemeinden als Bezug zur Pfarrkirche ist. Der vorne in Grün dargestellte silberne Eichenzweig mit zwei Eicheln deutet auf den jahrhundertelang in der Gemarkung Pütschbach vorhandenen Eichwald und die damit verbundene Natur hin, die hinten in Blau dargestellten silbernen vier stilisierten Säulen stellen den Bezug zu den in der Gemarkung Oberhausen gelegenen Basaltvorkommen und dem dortigen, seit Generationen betriebenen Basaltabbau dar. |

## Kultur und Sehenswürdigkeiten

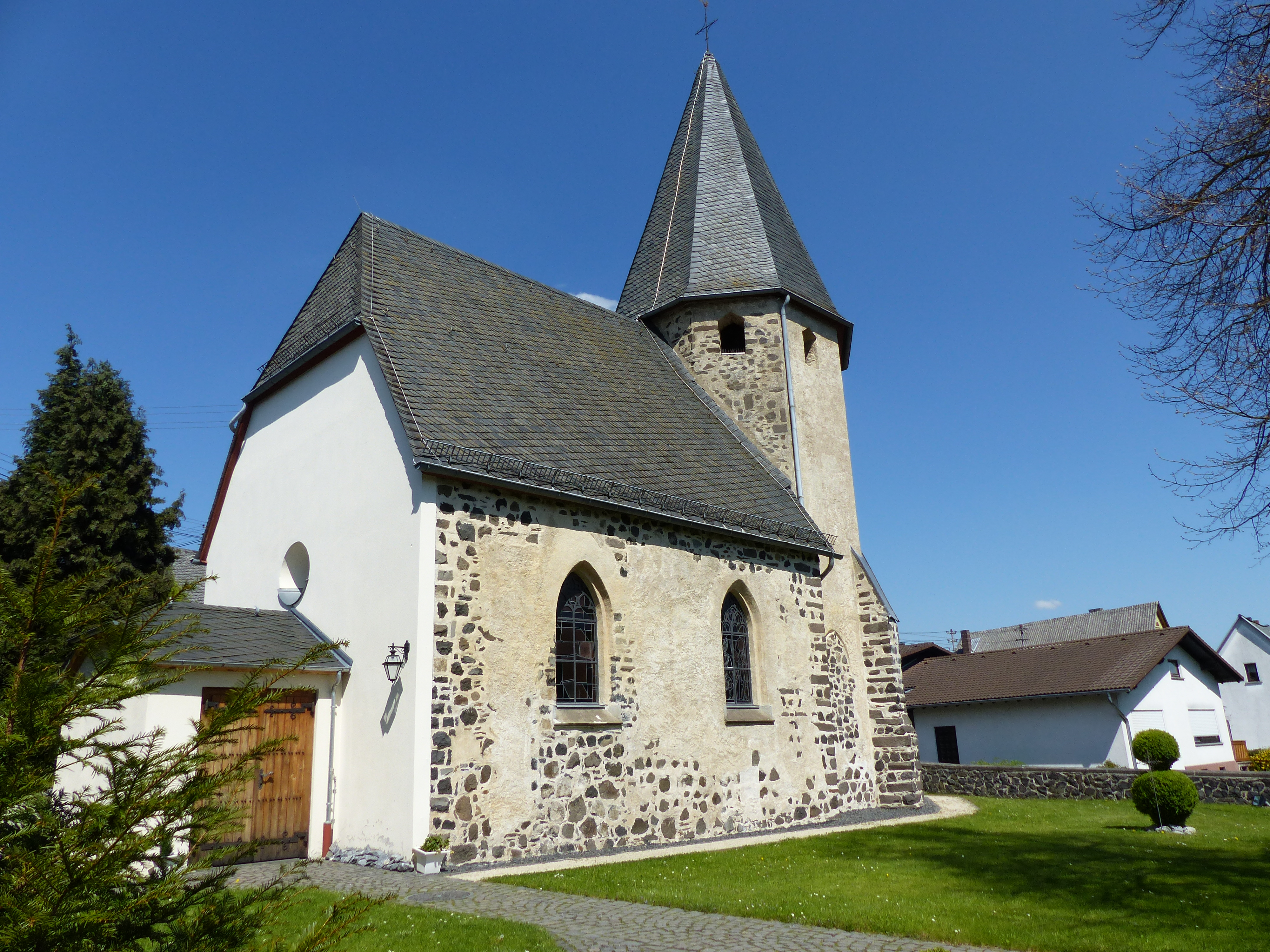
Pütschbacher Wehrkirche

### Bauwerke
Die Pütschbacher Wehrkirche verfügt über einen Turm aus dem 12. Jahrhundert im altgotischen Baustil. Der Rest des Baus stammt aus dem 13. Jahrhundert. 1970 wurde das Gebäude renoviert. Sehenswert ist außerdem ein um 1700 erbautes Fachwerk-Bauernhaus, das nach einer Renovierung heute wieder als Wohnhaus genutzt wird.

## Wirtschaft und Infrastruktur

### Gemeinde
Dreikirchen ist eine Wohngemeinde mit gewerblicher Ansiedlung. Seit 1994 ist Dreikirchen Schwerpunktgemeinde im Rahmen der Dorferneuerung. Etliche Verbesserungsmaßnahmen konnten bereits umgesetzt werden; einige stehen in der Planungsphase, andere werden derzeit realisiert.

### Verkehr
- Die nächste Autobahnanschlussstelle ist Diez an der A 3 Köln–Frankfurt am Main, etwa fünf Kilometer entfernt.
- Dreikirchen verfügt über einen Haltepunkt an der Bahnstrecke Limburg-Staffel–Siershahn (Unterwesterwaldbahn), auf welcher Regionalzüge der Hessischen Landesbahn HLB, Bereich Dreiländerbahn als RB29 nach dem Rheinland-Pfalz-Takt täglich im Stundentakt verkehren.
- Am Bahnhof Limburg (Lahn) besteht Anschluss an Regionalzüge in Richtung Frankfurt, Wiesbaden, Koblenz, Gießen/Fulda und Westerburg/Altenkirchen.
- In Montabaur an der Schnellfahrstrecke Köln–Rhein/Main besteht Anschluss an die ICE in Richtung Köln und Frankfurt am Main sowie an Busse in Richtung Koblenz, Bad Ems, Westerburg, Rennerod, Hachenburg und Bad Marienberg. Ebenso verkehren vor dem Bahnhof Montabaur Fernbusse in Richtung Frankfurt und Köln.
- Busverbindungen bestehen ab Dreikirchen in Richtung Hadamar, Montabaur und Limburg an der Lahn.